# قلعه ملک منصور خان شبانکاره‌ای
قلعه ملک منصور خان شبانکاره‌ای مربوط به دوره قاجار است و در شبانکاره، داخل شهر واقع شده است. این اثر در تاریخ ۲۴ فروردین ۱۳۸۲ با شمارهٔ ثبت ۸۲۸۷ به‌عنوان یکی از آثار ملی ایران به ثبت رسیده‌است.